# Rivetina gigas
Rivetina gigas är en bönsyrseart som beskrevs av Henri Saussure 1871. Rivetina gigas ingår i släktet Rivetina och familjen Mantidae. Inga underarter finns listade i Catalogue of Life.